# الخبز الحرام
الخبز الحرام، مسلسل سوري درامي اجتماعي. أُنتج عام 2010 من تأليف مروان قاووق، وإخراج تامر إسحاق.

## البطولة
- عباس النوري
- باسم ياخور
- خالد تاجا
- عبد المنعم عمايري
- باسل خياط
- سلمى المصري
- ضحى الدبس
- رواد عليو
- ليليا الأطرش
- سوسن أرشيد
- مرح جبر
- سلافة عويشق
- يزن السيد
- عدنان أبو الشامات
- هبة نور
- هشام كفارنة
- رزان أبو رضوان
- فوزي بشارة
- سليم كلاس
- خليل حداد
- علا بدر
- نزار أبو حجر
- أمية ملص
- فاتح سلمان
- قمر مرتضى